# Керальская червяга
Керальская червяга (лат. Uraeotyphlus menoni) — вид безногих земноводных из семейства рыбозмеев. Видовое латинское название дано в честь индийского профессора, сэра Конкота Рамунни Менона (1872—1949).

## Описание
Общая длина тела составляет от 20 до 25 см. По строению похожа на других представителей своего рода. Имеет 166—172 колец. Во рту 4 ряда пластинчатых зубов. Тело стройное, в средней части присутствуют 3—4 ряда небольших щитков. Окраска фиолетовая или тёмно-серая, брюхо мраморное. Кончик носа и нижняя челюсть беловатые.

## Образ жизни
Предпочитает влажную, богатую перегноем почву. Обитает на высотах около 500 м над уровнем моря, ведёт подземный образ жизни. Питается наземными беспозвоночными и их личинками.

## Размножение
Самка откладывает яйца в небольших углублениях возле воды, в которой развиваются личинки.

## Распространение
Является эндемиком индийского штата Керала, найдены в округах Кочин, Коттаям и Малабар.